# محمد عبد الرحمن (لاعب كرة قدم مواليد 2003)
محمد عبد الرحمن يوسف لاعب كرة قدم سعودي، يلعب كظهير أيمن في نادي الاتفاق.

## مسيرة اللاعب
لعب في الفئات السنية في نادي الأنصار و انتقل إلى نادي الاتفاق في عام 2021.

## وصلات رياضية
محمد عبد الرحمن (لاعب كرة قدم مواليد 2003) على موقع Soccerway.com (الإنجليزية)